# Flags of the World
Flags of the World（FOTW、FotW）とはインターネット上で展開している旗章学の協会兼リソースである。主要プロジェクトが全種類の旗に関する総合的な情報を包括する旗章学や関連メーリングリストを扱うインターネット上で最大規模のウェブサイトである。メーリングリストは1994年末にギウセッペ・ボッタシーニがウェブサイトを創設する前の1993年9月に議論を行う場所としてスタートした。2001年、56番目のメンバーとして旗章学協会国際連盟に加盟した。
Flags of the Worldは「旗自体や使用法全てに関する知識体系を生み出すために旗章学の追求を推進することを唯一の目的とするインターネットグループある」と説明している。
ウェブサイトもメーリングリストも英語で運営されているが会員は世界中に点在し情報が英語以外の言語に翻訳されている。メーリングリストはリストシステム管理者によって管理されているが、ウェブサイト上の作業は編集ディレクターが行なっている。

## ウェブサイト
無給のボランティアである21人の編集スタッフがウェブサイトを管理編集していて2009年中頃時点では旗章学に関する大規模なオンライン辞書を含む旗に関するページが41,000ページ以上、旗の画像が78,000枚以上掲載されている。
ウェブサイトのアップデートが週一、ミラーサイトのアップデートは月一であるが、データが処理しきれないこともあり一部で古い情報が残ったままになることがある。さらに、一部のミラーサイトもアップデートされないままで過去扱いされている。
| 年   | ページ数 | 画像数 | 画像/ページ | 増加率 |
| ---- | -------- | ------ | ----------- | ------ |
| 1996 | 674      | 710    | 1.05        |        |
| 1997 | 1100     | 1400   | 1.27        | 81%    |
| 1998 | 1900     | 3600   | 1.89        | 120%   |
| 1999 | 2400     | 5000   | 2.08        | 35%    |
| 2000 | 8200     | 14900  | 1.81        | 212%   |
| 2001 | 11400    | 20700  | 1.81        | 39%    |
| 2002 | 16600    | 29400  | 1.77        | 43%    |
| 2003 | 19000    | 36000  | 1.89        | 20%    |
| 2004 | 23000    | 43000  | 1.87        | 20%    |
| 2005 | 29000    | 54000  | 1.86        | 26%    |
| 2006 | 31000    | 58000  | 1.87        | 7%     |

## メーリングリスト
ウェブサイト上のデータはFOTWメーリングリストにおける1000人以上の会員の内の100人のアクティブな寄稿者によって編集されている。ポルトガル語、フランス語、オランダ語、ロシア語話者の注目に値する少数派もメーリングリストに存在する。無給のボランティアである3人のスタッフによって管理されている。

## 画像表現規則

FOTWのカラーパレット

標準的な掲載旗画像はGIFフォーマットで通常縦が216ピクセルとなっている。ファイルフォーマットは256色に制限されているが、標準的にFOTWが定義するより制限された32色のパレットを使用している。

## 旗
この団体の旗はマーク・センスンがデザインしたが、メーリングリスト内での10回以上の投票を経て1996年3月8日に承認、以降その3月8日が団体の定める旗の日となっている。センスンはこの旗について

背景の白は平和を、青は進歩を、6つの星は旗で使われる主な6色を表しており、これらの星はメインシンボルとしてお互いインターネットで繋がっていることを表現している。

と述べている。
この旗はインターネットの珍しい表現として注目すべき旗となっている。